# 아파리시오 멘데스

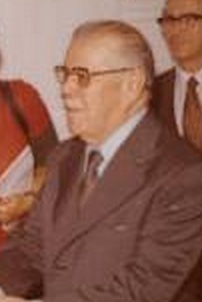

아파리시오 멘데스(Aparicio Méndez, 1904년 8월 24일 ~ 1988년 6월 27일)는 우루과이의 정치인이다. 1976년부터 1981년까지 사실상의 우루과이의 대통령을 역임했다.
우루과이 리베라 북부 도시에서 태어나서 국민당의 당원이 되었다.